# 哈里·斯滕奎斯特
哈里·斯滕奎斯特（瑞典語：Harry Stenqvist，1893年12月25日—1968年12月9日），瑞典男子自行车运动员。他曾代表瑞典参加1920年夏季奥林匹克运动会自行车比赛，获得一枚金牌和一枚银牌。